# Фиксация (гистология)
Фиксация — обработка образцов, предназначенного для микроскопии, с целью сохранить, насколько это возможно, их структуры в неизменном состоянии. В противном случае под действием собственных ферментов, действия гнилостных организмов и в силу других причин образец становится непригодным для исследования. Применяется в гистологии и микробиологии, патологической анатомии. Наиболее распространены химические методы фиксации; в микробиологии часто применяется фиксация нагреванием.
Фиксация образца предшествует его окраске, за исключением витального окрашивания. Фиксация - первый и очень ответственный этап в гистотехнике, задача которого сохранить  органы и ткани в состоянии, близком к тому, в котором они находились до момента смерти. При этом исследуемый образец ткани переводится из лабильного живого состояния в стабильное неживое.

## Методы фиксации
Существует два метода фиксации: глубокое замораживание и химическая фиксация.
В первом случае осуществляют  быструю заморозку до -180 градусов С (изопентан, фреон), при этом происходит остановка всех жизненных процессов в тканях и стабилизация структур клеток. При таком способе не образуется крупных кристаллов льда, способных повредить внутренние структуры.
Во втором случае происходят глубокие изменения в тканях на химическом и физическом уровнях. К сожалению не существует фиксаторов, которые бы полностью сохраняли структуры клеток.
Образец необходимо помещать в фиксирующий раствор сразу после взятия. Очень важно, чтобы исследуемая ткань оставалась незафиксированной как можно более короткое время, поскольку  аутолитические изменения начинаются сразу после того, как ткань лишается кровоснабжения.

## Общие требования к фиксаторам
- Фиксаторы должны работать быстро.
- Не должны вызывать деформацию тканей или делать их хрупкими.
- Должны переводить клеточное содержимое в состояние, нерастворимое в воде и других жидкостях, использующихся при дальнейшей обработке препарата.
- Не должны вызывать затемнение препарата, а, напротив, способствовать его просветлению.
- Не должны образовывать в клетках артефактов фиксации.
- Не должны препятствовать окраске препарата выбранным методом. Это особенно актуально при использовании иммуногистохимических методов окраски; к примеру, при использовании обычного формалина антигенные структуры зачастую выявить не удается, в таких случаях рекомендуется использовать забуференный (нейтральный) формалин.

## Типы фиксаторов
Универсальных фиксаторов, одинаково пригодных для любых целей, не существует. Выбор фиксирующего раствора основывается на его преимуществах и недостатках для работы с конкретным видом материала и пригодностью для конкретного метода микроскопического исследования.
Фиксаторы могут быть простыми и сложными, в зависимости от  количества входящих в состав веществ.

### Формалиновые
Основным методом фиксации, используемым уже более века, является фиксация в формалине, 40% водном растворе формальдегида. Формальдегид взаимодействует с аминогруппами и тиольными группами входящих в состав ткани молекул белков. В результате образуется реакционно-активные метилольные группы, которые взаимодействуют с другими аминогруппами, формируя внутримолекулярные и межмолекулярные сшивки.
Наиболее распространенный тип фиксирующего раствора. Широкое применение формалин получил благодаря таким свойствам как:
1. Простота и дешевизна
2. Высокая степень диффузии, способность сохранять структуру, форму и окраску ткани
3. Длительное (несколько лет) фиксирующее свойство, без существенного изменения материала
4. Хорошо сохраняет жиры и липоиды

Используются водные растворы формальдегида в чистом виде, и в составе смесей с другими веществами, например, с уксусной кислотой. Недостаток формалиновых фиксаторов - излишнее уплотнение тканей, затрудняющее дальнейшую обработку и ухудшающую качество препарата. Кроме того, при использовании чистого формалина зачастую возможно выпадение белого осадка (кристаллы муравьиной кислоты). Поэтому чаще используют "забуференный" нейтральный формалин.
Следует помнить, что длительное действие паров формалина сильно раздражает слизистые оболочки глаз, носа, гортани и трахеи. Попадание на кожу оказывает дубящий эффект, а при повторных частых контактах вызывает сухую экзему, поэтому необходимо работать в перчатках и использовать вытяжку.
Формалин хорошо проникает в ткани и может применяться для фиксации крупных объектов. Кусочки ткани толщиной 0,5-1 см фиксируются в 10% растворе формалина в течение 24-48 часов.

### Спиртовые
Для фиксации используют как  95% этиловый спирт, так и абсолютный, который меньше деформирует клетки. Этиловый спирт слабее проникает в ткани по сравнению с формалином, поэтому лучше использовать кусочки ткани не толще 3-5 мм. Продолжительность фиксации в спирте - от нескольких часов до суток. Спиртовая фиксация употребляется при исследовании бактерий, железа, гликогена, окраске по Нисслю. На основе этилового спирта готовят сложные фиксаторы:
- Смесь Шаффера — составляется из 2 частей 80% этилового спирта и 1 части формалина. Продолжительность фиксации 1 — 2 дня.
- Смесь Карнуа — из 6 частей абсолютного этилового спирта, 3 частей хлороформа и 1 части уксусной кислоты. Готовится непосредственно перед употреблением. Продолжительность фиксации 1/2 — 3 часа. Смесь пригодна для фиксации объектов, имеющих плотные оболочки (насекомые, круглые черви).
- Жидкость Дитриха - смесь этилового спирта, формалина, уксусной кислоты и воды. Продолжительность фиксации 8 - 24 часа. Пригодна для членистоногих[7].

### Ацетон
Ацетон используют для быстрой фиксации, если необходимо неотложное исследование. Под действием ацетонового фиксатора ткани достаточно сильно сморщиваются.  Для фиксации берут маленькие кусочки (2x3 мм) и проводят в течение 2—3 ч в двух порциях ацетона. Пригоден только прозрачный и бесцветный ацетон.

### Фиксаторы на основе пикриновой кислоты
Объекты, зафиксированные смесями на основе пикриновой кислоты, неустойчивы в воде, поэтому после фиксации объект переносят в 70% спирт. После фиксации объект приобретает жёлтую окраску, что обычно не мешает работе. 
- Смесь пикриновой и уксусной кислот. Насыщенный раствор пикриновой кислоты в 10% уксусной. Пригодна для мелких и нежных объектов.
- Смесь Буэна. 15 частей насыщенного водного раствора пикриновой кислоты, 5 частей формалина, 1 часть уксусной кислоты. Продолжительность фиксации от 4 часов. Затем объекты могут длительное время не портясь сохраняться непосредственно в растворе фиксатора[7]. Смесь Буэна рекомендуется для исследований соединительной и мышечной тканей, а также для приготовления обзорных препаратов[2].
- Ценкер-формол. К 100 г жидкости Мюллера (при нагревании 2,5 г калия бихромата и 1 г натрия сульфата растворяют в 100 мл дистиллированной воды)  добавляют 5 г сулемы и 10 мл формалина. Фиксация не более 6 ч. Хорошо подходит для гематологических исследований, если в дальнейшем для окрашивания срезов или мазков пользуются азур-эозином или краской Романовского— Гимзе. Фиксатор дает хорошие результаты при цитологических исследованиях[2].

### Сулемовые фиксаторы
Фиксирующие смеси на основе сулемы работают медленно. Применяются в гистологии. Хорошие ядерные фиксаторы .

### Осмиевая кислота
Фиксаторы на основе осмиевой кислоты мало изменяют структуру тканей и клеток. Хорошие ядерные фиксаторы. Окрашивают жиры в тёмный цвет . В электронной микроскопии применяется в качестве контрастного вещества. Чрезвычайная ядовитость и высокая цена ограничивают применение осмиевых фиксаторов.

## Сноски
1. ↑  Роскин, 1946, с. 81.
2. 1 2 3 4 5 6 7  Янин В.Л., Бондаренко О.М., Сазонова Н.А. [https://hmgma.ru/sveden/docs/uchebno-metod_aspir_issled%20gistolog%20ochn.pdf Учебно-методическое пособие для аспирантов очной формы обучения к
практическим занятиям по дисциплине «Методы исследования в
цитологии и гистологии». Учебно-методическое пособие] / Рецензент: к.м.н. А.А. Вотинцев. — Ханты-Мансийск: БУ «Ханты-Мансийская государственная медицинская
академия», 2015. — 65 с. — ISBN БКК 28.706. Архивировано 7 февраля 2023 года.
3. ↑  Основы обеспечения качества в гистологической лабораторной технике:
Руководство / Под редакцией П.Г.Малькова и Г.А.Франка. — М., 2011. — 108 с. — ISBN 978-5-91366-251-4.
4. ↑  А.Н. Ваганова. [https://cyberleninka.ru/article/n/metody-issledovaniy-vliyanie-fiksatsii-gistologicheskogo-materiala-na-rezultat-immunogistohimicheskogo-okrashivaniya Влияние фиксации гистологического материала
на результат иммуногистохимического окрашивания] // Гены и клетки. — 2015. — Т. Х, № 3. — С. 113. Архивировано 26 апреля 2024 года.
5. ↑  Роскин, 1946, с. 88-89.
6. 1 2  В. А. Корьяк, Л. А. Николаева. Основы гистологической техники : учебное пособие. — Иркутск: ФГБОУ ВО ИГМУ Минздрава России, Институт сестринского образования, 2020. — 85 с. — ISBN ББК 53.45я723.
7. 1 2  Роскин, 1946, с. 91.
8. ↑  Роскин, 1946, с. 93.
9. ↑  Роскин, 1946, с. 95.